# Kamienka (Stará Ľubovňa)
Kamienka é um município da Eslováquia, situado no distrito de Stará Ľubovňa, na região de Prešov. Tem 29,16 km² de área e sua população em 2018 foi estimada em 1.368 habitantes.

## Demografia
| Ano:        | 1994 | 2004   | 2014   | 2024   |
| ----------- | ---- | ------ | ------ | ------ |
| Broj ljudi: | 1440 | 1409   | 1376   | 1341   |
| Razlika:    |      | -2,15% | -2,34% | -2,54% |

| Ano:               | 2023 | 2024   |
| ------------------ | ---- | ------ |
| Número de pessoas: | 1327 | 1341   |
| Diferença:         |      | +1,05% |